# ذا دلتا فورس (فلم)
ذا دلتا فورس (بالإنجليزية: The Delta Force)، فيلم أمريكي من نوع الإثارة والمواجهة، من إنتاج MGM ومجموعة كانون الأمريكية لعام 1986، وهو من بطولة لي مارفين وتشاك نوريس ومارتن بلسم.

## قصة الفيلم

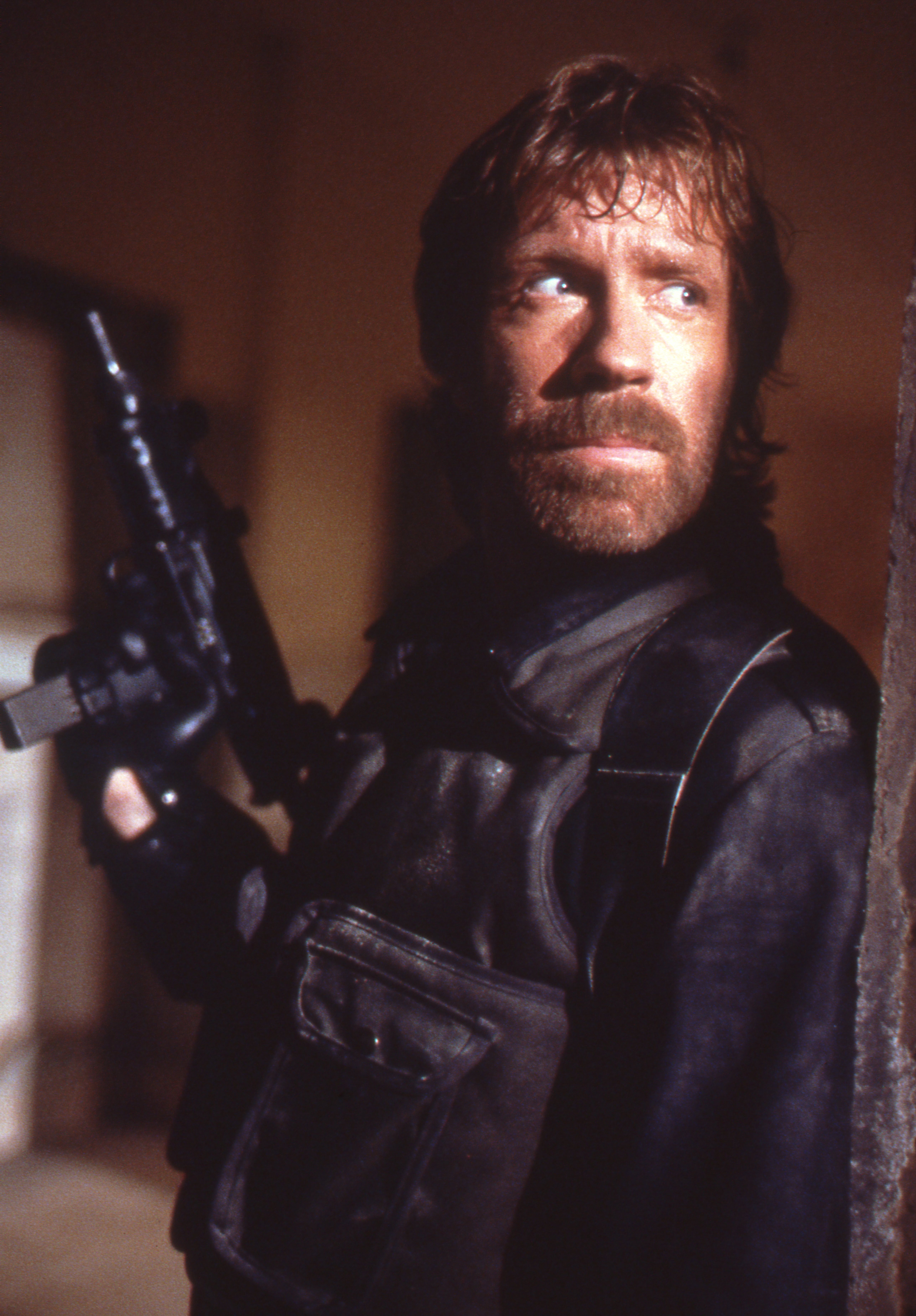
نوريس خلال مشهد من الفيلم "ذا دلتا فورس" وهو يبحث عن الخاطفين

في بداية الفيلم يبدأ القوات الأمريكية الخاصة (الدلتا فورس) بإخراج الجنود الأمريكيين، وإن كانوا من بين المصابين، بعد العملية الفاشلة لتحرير الرهائن الأمريكيين بعملية مخلب النسر ، ومغادرة الصحراء الإيرانية.
وبعد أن أقلعت الخطوط الجوية الأمريكية قام الإرهابيان من الموالين للثورة الخمينية بخطف طائرة أريزونا، فتغير مسار الطائرة إجبارياً إلى مطار بيروت الدولي بغرض احتفاظ الرهائن الأمريكيين، كما عامل الرهائن الأمريكيين معاملة وحشية، إلا أن أبطال الفيلم من القوات الخاصة قاموا بالقضاء على الإرهابيين وتحرير الرهائن من أيديهم وعودتهم لمطار تل أبيب.

## وصلات خارجية
- مقالات تستعمل روابط فنية بلا صلة مع ويكي بيانات